# Henryk II z Szampanii
Henryk II (ur. 29 lipca 1166, zm. 10 września 1197 w Akce) – hrabia Szampanii od 1181 r., niekoronowany władca Królestwa Jerozolimskiego od 1192 r. (jako Henryk I).
Był najstarszym synem hrabiego Szampanii Henryka I i Marii, córki króla Francji Ludwika VII i Eleonory, córki Wilhelma X, księcia Akwitanii. Był siostrzeńcem królów Francji i Anglii, Filipa Augusta i Ryszarda Lwie Serce.

## Wyprawa krzyżowa
Tytuł hrabiego Szampanii odziedziczył po śmierci swojego ojca w 1181 r. Do 1187 r. sprawował rządy pod regencją swojej matki. W 1190 r. Henryk wyruszył na wyprawę krzyżową prowadząc 55 rycerzy i 2000 piechoty. Swoim następcą w Szampanii wyznaczył swojego młodszego brata, Tybalda. Henryk przybył pod oblężoną Akkę przed głównymi wodzami krucjaty – Ryszardem Lwie Serce i Filipem Augustem, i stał się jednym z wodzów armii łacinników oblegającej miasto. Na początku 1191 r. ciężko zachorował i obawiano się, że nie wyzdrowieje. Pozostał w Outremer po zdobyciu Akki i odpłynięciu króla Filipa. Brał udział w bitwie pod Arsuf.
W tym okresie Henryk stał się jednym z zaufanych ludzi Ryszarda Lwie Serce. W kwietniu 1192 r. wyruszył z Akki jako wysłannik Ryszarda do Tyru, aby poinformować markiza Konrada z Montferratu o wybraniu go królem Jerozolimy. Kilka dni po wyjeździe Henryka z Tyru Konrad został zamordowany przez asasynów. Dwa dni po morderstwie Henryk ponownie przybył do Tyru, gdzie szybko został zaręczony z wdową po Konradzie, królową Izabelą (1170–1205), córką króla Amalryka I i Marii Komneny, córki protosebastosa Jana Dukasa Komnena. Ślub odbył się 8 dni po zabójstwie Konrada, 5 maja 1192 r. Henryk nigdy nie został koronowany na króla Jerozolimy, przyjął tytuł „seniora Królestwa Jerozolimskiego”.

## Rządy w królestwie
Henryk brał udział w kolejnych walkach III krucjaty, aż do bitwy pod Jafą. Po jego odjeździe pod koniec 1192 r. musiał stawić czoła problemom wewnętrznym Królestwa. Głównym problemem Henryka był król Cypru Gwidon de Lusignan, były król Jerozolimy, który chciał odzyskać palestyńskie władztwo. Popierali go liczni w Królestwie Pizańczycy. W maju 1193 r. Henryk dowiedział się, że Pizańczycy planują spisek mający na celu przywrócenie tronu Gwidonowi. Rozkazał więc wygnać kupców pizyjskich z Tyru, a następnie z Akki, oraz cofnął im przywileje nadane przez poprzednich monarchów. Rozkazał również aresztować brata Gwidona, Amalryka, który był konstablem Królestwa. Za Amalrykiem wstawili się jednak baronowie i wielcy mistrzowie zakonów rycerskich, co spowodowało, że Henryk uwolnił go, ale zmusił do zrzeczenia się urzędu konstabla i wyjazdu na Cypr.
Gwidon z Lusignan zmarł w 1194 r. i jego następcą został Amalryk. Nowy król od razu znalazł się w konflikcie z Henrykiem, który uważał Cypr za integralną część Królestwa Jerozolimskiego. Wkrótce jednak obaj władcy uznali, że rywalizacja nie służy dobrze interesom Franków na Wschodzie i doszli do porozumienia przypieczętowanego małżeństwem syna Amalryka z córką Henryka. Henryk doszedł również do porozumienia z Pizańczykami, którym przywrócił odebrane wcześniej przywileje. W 1194 r. interweniował jako arbiter w sporze między Księstwem Antiochii a cylicyjskim królestwem Armenii, umacniając tym samym zwierzchność Królestwa nad północnymi państwami łacińskimi. Podczas rządów Henryka Królestwo Jerozolimskie cieszyło się okresem pokoju. Dzięki umiejętnej dyplomacji Henryk zabezpieczył swoje posiadłości od ataków ze strony państw muzułmańskich.
Pokój w Outremer został zakłócony w 1197 r., kiedy do Królestwa przybyli krzyżowcy niemieccy. We wrześniu, bez porozumienia z Henrykiem, zaatakowali oni terytorium muzułmańskie. Rychło zostali otoczeni przez przeciwników i tylko interwencja króla uratowała ich od klęski. Po powrocie do Akki do Henryka nadeszły wieści o muzułmańskim ataku na Jafę. Henryk rozpoczął przygotowania do udania się do miasta. 10 września, podczas przeglądu wojsk, wypadł przez nieuwagę tyłem przez okna swojego pałacu. Towarzyszący królowi karzeł imieniem Scarlet próbował przytrzymać króla, ale ten pociągnął go za sobą. Henryk przeżył upadek, ale zmarł wkrótce z powodu odniesionych obrażeń. Królowa Izabela poślubiła wkrótce Amalryka z Lusignan.
Steven Runciman tak opisał Henryka: Cieszył się on wielką popularnością. Choć nie jaśniał wrodzonymi talentami, to jednak dzięki swemu taktowi, wytrwałości i poleganiu na dobrych doradcach okazał się zdolnym władcą, który z każdego doświadczenia wyciągał dla siebie lekcję.

## Potomkowie
Z małżeństwa z Izabelą Henryk urodziły się trzy córki:
- Maria (ur. 1193), zmarła w dzieciństwie
- Alicja (1195–1246), żona najpierw Hugona I, króla Cypru, potem Boemunda V, księcia Antiochii, i Raula de Soissons
- Filipa (ok. 1196 – 20 grudnia 1250), od 1214 r. żona Erarda de Brienne, pana Ramerupt i Venizy